# Џеси Џејмс (разбојник)
Џеси Вудсон Џејмс  (енгл. Jesse Woodson James; Карни, 5. септембар 1847 — Сент Џозеф, 3. април 1882) био је амерички злочинац, пљачкаш банака и возова, и убица.

## Биографија
Он и његов брат Франк Џејмс учествовали су у Америчком грађанском рату на страни Конфедерације. Били су оптужени за учешће у злочинима против сјеверњачких војника. После рата су постали пљачкаши банака и чланови различитих банди.

## Смрт
Џесија је 3. априла 1882. убио Роберт Форд, који је био члан банде у којој је био и Џеси. Џејмсов гроб је првобитно био на његовом имању, но касније је премештен на гробље у Кеарнеји.

## Могуће лажирање смрти
Много људи верује како је он лажирао своју смрт тако што је убио другог члана банде и онда наместио да га сахране под именом Џеси Џејмс. Неки мисле да је побегао у Тексас и тамо доживео 103 године. Џеси Џејмс из Тексаса умро је 15. августа 1951. године. Један од инспектора из Тексаса прегледао је његово тело пре покопа. Направио је записник који говори како је на телу имао чак 34 ране од метака. Као и прави Џеси Џејмс, имао је идентичну тетоважу као и он. Због тога су многи поверовали да је то прави Џеси. У Тексасу је живео и Џејмс Л. Коуртнеј за којег многи људи верују да је Џеси. Постоје и неки докази уверљиви за то. Коуртнеј се готово увек потписивао као Џеси Џејмс. Коуртнеј и Џеси готово идентично изгледају. Стручњаци за идентификацију говоре како су Џеси и Коуртнеј иста особа. Пронађени су записи у којима се спомињу 2 Џесијева рођака. Њихови потомци су откривени и они су послали своју крв у лабораторију како би се утврдило да ли су у роду са Џесијем Џејмсом који је убијен у 34. години. Џесијеви посмртни остаци су ископани и направљена је ДНК-а анализа која је показала да су они у роду. Тиме је доказано да је Џеси убијен и да није побегао у Тексас.